# Stipo Pejak
Stipo Pejak (Bugojno, 1925. – Sarajevo, 6. veljače 2005.), bosanskohercegovački nogometni vratar i trener, jugoslavenski reprezentativac.

## Karijera

### Igračka karijera
Prije Drugog svjetskog rata, kao junior, branio je u Slogi iz Bugojna. Od 1946. je član FK Sarajevo (tada Torpedo). Za Sarajevo je prvi put branio 1948. godine. Do 1960. za Sarajevo je nastupio u 311 utakmica od čega 169 prvenstvenih. Postigao je i jedan pogodak, iz jedanaesterca protiv Vojvodine 1953. godine.
Upisao je nekoliko nastupa za jugoslavensku B reprezentaciju.

### Trenerska karijera
Nakon igračke karijere bavio se trenerskim poslom. Na početku trenerske karijere, početkom 1960-ih, radio je u bugojanskoj Iskri i Radniku iz Donjeg Vakufa. Od 1977. radi u Iskri kao trener vratara, a u sezoni 1978./79. bio je i prvi trener. Trener vratara je bio i u vrijeme kada je Iskra bila prvoligaš.
U Iskri je trenirao i promovirao četvoricu vratara Dautbegovića, Stojića, Ladića i Piplicu.